# サガレン州派遣軍
サガレン州派遣軍（さがれんしゅうはけんぐん、薩哈嗹州派遣軍）は、大日本帝国陸軍の軍の一つ。

## 沿革
シベリア出兵時発生した尼港事件を受け、北樺太を保障占領するため1920年（大正9年）7月に編成された。大正11年1月、陸軍傭入運送船の山下汽船「中華丸」が北緯50度線付近の樺太西岸中部・ピレオ岬沖の氷海中で航行不能となり、日本海軍の砕氷艦「大泊」 と水上機母艦 「若宮」の2隻が救援に向かっている。1925年（大正14年）5月に復員。

## 軍概要

### 司令部構成
- 司令官
  - 児島惣次郎 中将：1920年7月29日 -
  - 町田経宇 中将：1921年6月15日 -
  - 井上一次 少将：1923年4月1日 - 1925年5月25日
- 参謀長
  - 津野一輔 少将：1920年7月29日 -
  - 松井兵三郎 少将：1921年9月1日 -
  - 欠員：1923年4月1日 -
  - 佐藤栄樹 大佐：1923年8月6日 - 1925年5月25日
- 高級参謀
  - 多門二郎 大佐：1920年7月30日 -
- 軍政部長
  - 高須俊次 少将：1922年11月24日 -

### 隷下部隊
- サガレン州派遣軍憲兵隊
- サガレン州派遣軍野戦病院
- 歩兵第13旅団（旭川）
  - 歩兵第25連隊（札幌）
  - 歩兵第26連隊（旭川）